# 吕梁战役
吕梁战役，是1946年11月至1947年1月，晋冀鲁豫野战军和晋绥军区部队在山西省南部对国军的主动进攻战役。

## 背景
1946年10月底，国军大兵压境准备进攻延安。1946年11月上旬，国军第一战区司令长官胡宗南调集整编第1师、整编第90师的4个旅由山西临汾经禹门口西渡黄河进入陕西，准备配合包围陕甘宁边区的国軍（杨澄源部及宁夏马鸿逵部）偷袭延安。11月6日，中共中央军委命晋冀鲁豫野战军第4纵队驰援延安，电令太岳军区第24旅先行西进开辟通路，掩护第4纵队通过吕梁地区。11月中旬，第4纵队在司令员陈赓、政治委员谢富治率领下越过同蒲铁路西进至吕梁地区。此时中共中央军委已经完成陕北防御准备，改令第4纵队暂缓入陕，在山西西南地区进行吕梁战役。

## 经过
晋冀鲁豫野战军第四纵队（第十、第十一、第十三旅）和太岳军区第24旅，在陈赓、谢富治和吕梁军区司令员王震统一指挥下，同贺龙、李井泉指挥的晋绥野战军第二纵队（辖第359旅、独4旅）相配合，于11月22日发起吕梁战役。此前由于中原突围，王震部损失很大，此次战役由第四纵队陈赓部为主力。战役以攻占目梁区主要县城并打援军为目标发起，并对隰县、蒲县、石楼、中阳的国军发起攻击。11月28日，攻克蒲县，并全歼照县国军守军，生俘国军晋西地区上将总指挥杨澄源以下3000余人。30日奔袭吉县，但因国军工事坚固始终无法获胜，12月1日停止攻击，12月3日攻击中阳，至12日克城全歼国军守军。至12月12日，第4纵队等参战部队先后攻克隰县、大宁、蒲县、水和、石楼、离石、中阳8座县城，歼灭国军5200余人。
12月17日，胡宗南在参加南京军事会议返陕部署反击，急令已渡黄河入陕的两个整编师回返山西，稳定晋西南战局，然后再进攻延安。其中由第一军军长董釗率领6个旅向蒲县、大宁反扑。12月21日，中共中央军委决定晋冀鲁豫第四纵队、太岳军区第二十四旅、晋綏独四旅第三五九旅统归陈赓、王震、谢富治指挥，迅速集中兵力于蒲县附近地区，改以歼灭国军2个旅为目的，22、23日主力向精县、午城连续出击，24日放弃隰县、永和，将主力迁往午城以东，并集结10个团攻击翼城。负责后卫的国军第67旅被切割包围至井沟薛关地区。12月30日发动总攻，并在两个小时激战歼灭四个团。1947年1月1日包围蒲县，1月2日因国军主力回援而撤出战斗，吕梁战役结束。

## 结果
此役，共歼灭国军第一旅、第六十一旅、整编第四十五师各一部第六十七旅大部共1万余人。战略上为延安方面转移创造了时间。